# Avi Nash
Avi Nash, född 24 januari 1991 i USA, är en amerikansk skådespelare.
Nash har bland annat medverkat i TV-serierna The Walking Dead (2017-2020) och Silo från 2023. Han har även medverkat i filmen Barry från 2016.

## Filmografi (i urval)
- 2016: Barry
- 2017-2020: The Walking Dead
- 2023: Silo